# ES Wanze/Bas-Oha
ES Wanze/Bas-Oha is een Belgische voetbalclub uit Bas-Oha in Wanze. De club is bij de KBVB aangesloten met stamnummer 1654 en heeft blauw als clubkleur. De club speelde in zijn bestaan meer dan anderhalf decennium in de nationale reeksen, waaronder enkele seizoenen in Derde Klasse.

## Geschiedenis
Reeds eind 1922 sloot een club uit Bas-Oha zich aan bij de Belgische voetbalbond, maar deze club werd al in 1926 weer geschrapt. In augustus 1930 werd dan Jeunesse Sportive Bas-Oha opgericht. De club sloot zich aan bij de Belgische Voetbalbond en kreeg er stamnummer 1654 toegekend. Bas-Oha ging van start in de provinciale reeksen.
Bij het 25-jarige bestaan in 1955 werd de club koninklijk, en de naam werd Royale Jeunesse Sportive Bas-Oha. In 1969 verscheen RJS Bas-Oha voor het eerst in de nationale Vierde Klasse. Men werd er echter voorlaatste en na amper een seizoen zakte men zo terug naar de provinciale reeksen.
In 1973 keerde Bas-Oha terug in Vierde Klasse. Ditmaal kende de club er meer succes; Bas-Oha slaagde er immers meteen in tweede te worden. Deze tweede plaats leverde promotie op en in 1974 stootte de club zo voor het eerst door naar Derde Klasse. Bas-Oha eindigde daar enkele seizoenen maar net boven de degradatieplaatsen, tot men 1978 afgetekend allerlaatste eindigde. Na vier seizoenen in Derde zakte de club zo terug naar Vierde Klasse. De club speelde er nog enkele seizoenen in de middenmoot. In 1982 eindigde Bas-Oha echter als op twee na laatste, wat opnieuw een degradatie betekende. Na negen jaar nationaal voetbal degradeerde de club terug naar de provinciale reeksen.
RJS Bas-Oha zou de volgende twee decennia in de provinciale reeksen blijven spelen. Rond de eeuwwisseling kende de club een nieuwe succesvolle periode. In 2000 werd Bas-Oha kampioen in zijn reeks in de Luikse Tweede Provinciale en keerde het terug naar de hoogste provinciale reeks. Het jaar erop haalde men er al meteen een tweede plaats, maar in de eindronde bleek Spa FC te sterk. Nog een jaar later was het wel raak. Bas-Oha werd kampioen in Eerste Provinciale en keerde zo in 2002 na 20 jaar terug in de nationale Vierde Klasse. In 2011 eindigde men echter weer bij de laatsten en moest Bas-Oha naar de eindronde, daar werd verloren en na verlies in de interprovinciale eindronde zakte de club weer naar Eerste Provinciale.
De club speelde er enkele seizoenen in de middenmoot. In juni 2006 fusioneerde Union 81 met Bas-Oha. Union 81 uit Wanze was aan het eind van de Tweede Wereldoorlog aangesloten bij de Voetbalbond met stamnummer 4495 en speelde in de Luikse provinciale reeksen. De fusieclub ging gewoon door onder de naam RJS Bas-Oha met stamnummer 1654. In 2007/08 eindigde men voorlaatste in Vierde Klasse, en na zes jaar verdween de club nogmaals naar Eerste Provinciale. Het verblijf duurde er echter maar één seizoen. Bas-Oha werd er in 2009 immers meteen weer kampioen en steeg opnieuw naar de nationale reeksen.
RJS Bas-Oha kon zich in 2009/10 bij de terugkeer in Vierde Klasse handhaven, maar het volgend seizoen eindigde men op een barrageplaats voor degradatie. Na een verlies tegen Herk-de-Stad FC moest men verder strijden in de interprovinciale eindronde. Daar won men eerst nog van de Henegouwse eersteprovincialer CS Entité Manageoise, maar verloor men daarna van het Naamse Standard FC Bièvre. Na twee seizoenen degradeerde RJS Bas-Oha zo in 2011 nogmaals naar Eerste Provinciale.
Ditmaal kon Bas-Oha niet terugkeren in de nationale reeksen, en ook in Eerste Provinciale kreeg men het moeilijk. In 2013, twee jaar na de degradatie, eindigde men ook daar als voorlaatste op een degradatieplaats en zo zakte men verder naar Tweede Provinciale. RJS ging een fusie aan met het naburige Wanze Sports. Wanze Sports was bij de KBVB aangesloten met stamnummer 4496, speelde ooit in Eerste Provinciale, maar trad op het moment van de fusie aan in Derde Provinciale. De fusieclub werd Entente Sportive Wanze/Bas-Oha genoemd (ES Wanze/Bas-Oha) en speelde verder met het stamnummer 1654 van Bas-Oha in Tweede Provinciale.

## Resultaten
| 2017/18 |  |  |  |  |    | 7 |  | Eerste Prov. Luik     | 55 |                                                                 |
| 2018/19 |  |  |  |  |    | 2 |  | Eerste Prov. Luik     | 61 |                                                                 |
| 2019/20 |  |  |  |  |    | 2 |  | Eerste Prov. Luik     | 47 | Promotie                                                        |
| 2020/21 |  |  |  |  | -  |   |  | Derde Afdeling ACFF B | -  | Competitie na vier speeldagen stopgezet vanwege COVID-19-virus. |
| 2021/22 |  |  |  |  | 15 |   |  | Derde Afdeling ACFF B | 27 | Degradatie                                                      |
| 2022/23 |  |  |  |  |    | 2 |  | Eerste Prov. Luik     | 60 | Promotie via eindronde                                          |
| 2023/24 |  |  |  |  | 14 |   |  | Derde Afdeling ACFF B | 31 |                                                                 |
| 2024/25 |  |  |  |  |    | 2 |  | Eerste Prov. Luik     | 59 |                                                                 |
| 2025/26 |  |  |  |  |    |   |  | Eerste Prov. Luik     |    |                                                                 |